# Sociedade Cultural de Vanemuine

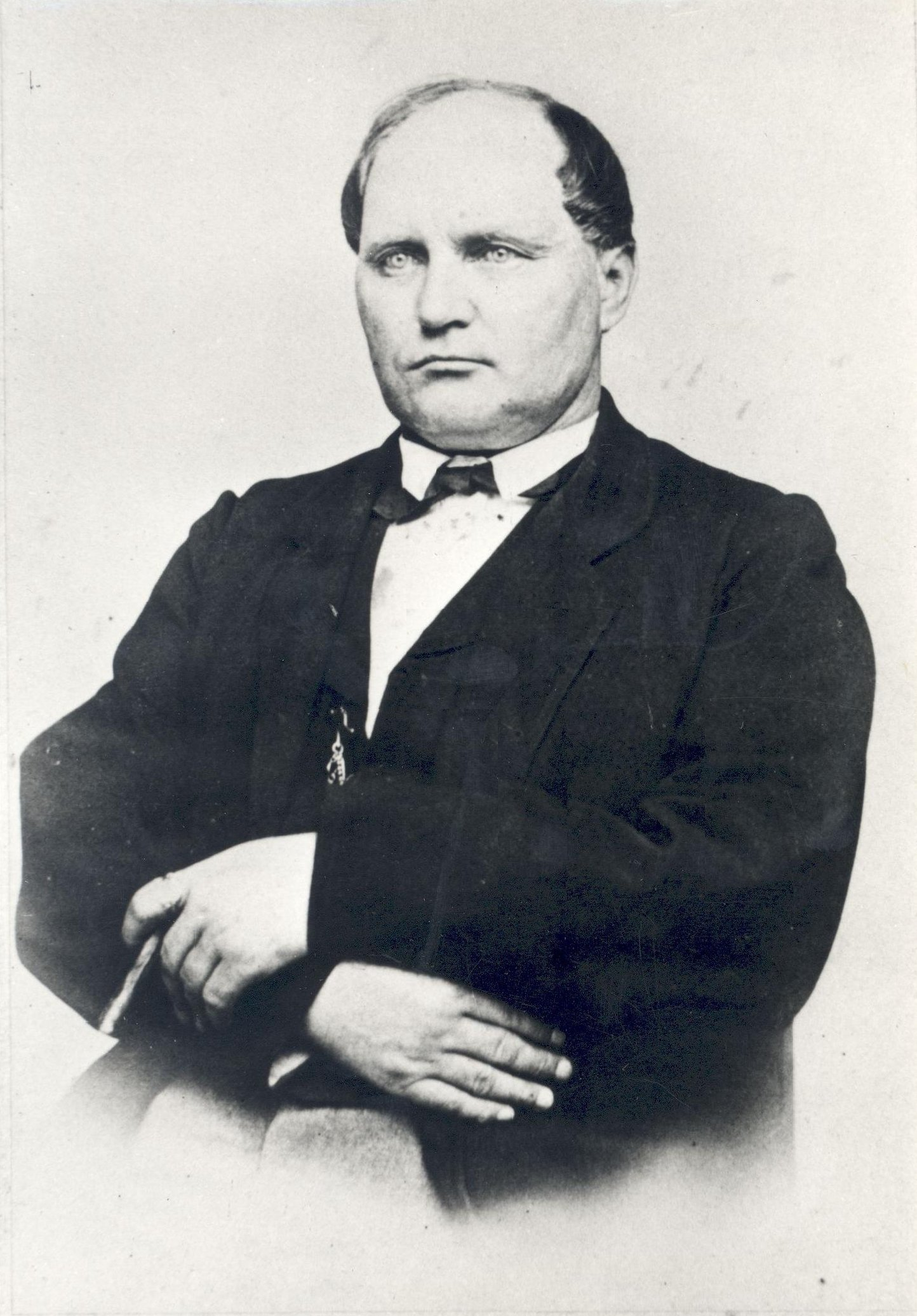
Johann Voldemar Jannsen, personalidade chave para a sociedade

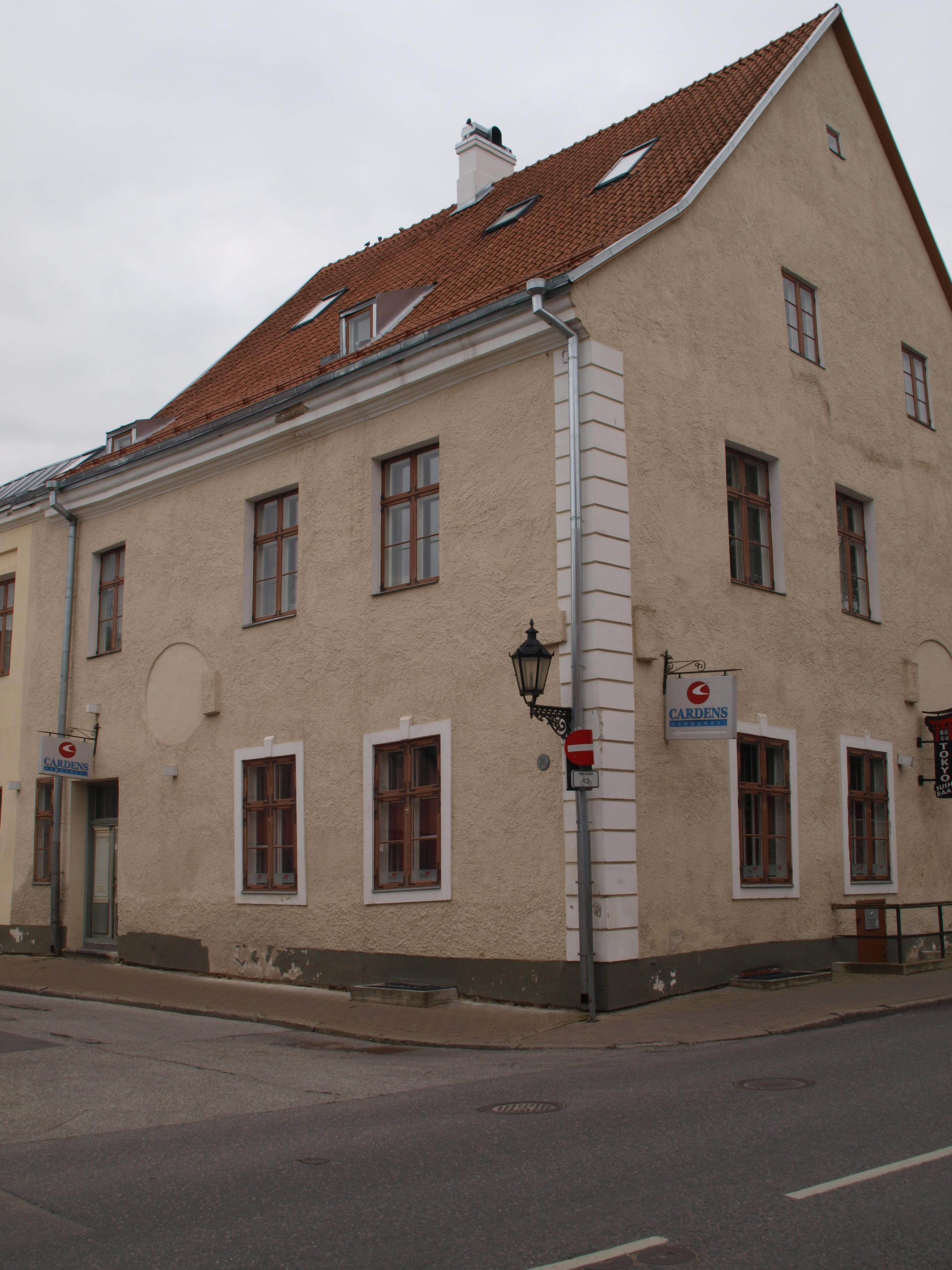
A casa da sociedade em Tartu. A sociedade usou esta casa durante o século 19

A Sociedade Cultural de Vanemuine (em estoniano:  Vanemuine) é uma organização cultural da Estónia.
A sociedade foi criada a 24 de junho de 1865 por iniciativa de Johann Voldemar Jannsen. No início, a sociedade focava-se em música de coro.
Em 1869, ocorreu o primeiro Festival da Canção da Estónia e o festival foi organizado pela sociedade. No ano seguinte, em 1870, tiveram lugar as primeiras actividades teatrais. Essas actividades foram o início do teatro em língua estoniana.
Em 1940, a sociedade foi fechada. Mais tarde, em 1944, os edifícios da sociedade foram destruídos devido à actividade militar durante a Segunda Guerra Mundial. Cinquenta anos mais tarde, a 28 de outubro de 1994, a sociedade foi restabelecida. Em 2005, contava com 140 membros.